# Primeiro Livro de Poesia
Primeiro Livro de Poesia é um livro com poesias de autores de língua portuguesa, selecionadas por Sophia de Mello Breyner Andresen,  editado em 1991 e dirigido a crianças e jovens.